# Luzula glabrata
Luzula glabrata là một loài thực vật có hoa trong họ Juncaceae. Loài này được (Hoppe) Desv. mô tả khoa học đầu tiên năm 1808.